# 콘스탄티누스 3세
콘스탄티누스 3세(라틴어: Flavius Claudius Constantinus, 411년 9월 18일 직전 사망)는 407년 로마 브리타니아에서 황제로 선포되고 갈리아에 정착한 일반 로마 군인이었다. 그는 409년부터 411년까지 로마 제국의 공동 황제로 인정받았다.
콘스탄티누스는 로마 브리타니아의 야전군 내에서 권력을 잡았고 407년 초에 황제로 즉위했다. 그는 즉시 갈리아(지금의 프랑스)로 이동하여 게르만 침략자들과 맞서기 위해 사령관 게론티우스와 함께 브리타니아의 모든 기동 부대를 데리고 왔다. 지난 겨울에 라인강을 건넜던 사람. 전투와 외교를 혼합하여 콘스탄티누스는 상황을 안정시키고 갈리아와 히스파니아(현대 스페인과 포르투갈)에 대한 지배권을 확립하고 아를에 수도를 세웠다. 서로마 제국의 현 황제 호노리우스는 콘스탄티누스의 군대를 몰아내기 위해 고트족 사루스 휘하의 군대를 보냈다. 초기 승리 후 Sarus는 격퇴되었다. 히스파니아에서는 호노리우스의 친척들이 일어나 콘스탄티누스의 행정부를 추방했다. 이 문제를 해결하기 위해 게론티우스 장군 휘하의 군대가 파견되었고 콘스탄티누스의 권위가 다시 확립되었다. 409년 초 호노리우스는 콘스탄티누스를 공동 황제로 인정했다. 콘스탄티누스는 자신의 장남을 키워 콘스탄스 2세라는 공동 황제로 삼았다.
409년 게론티우스는 반란을 일으켜 그의 의뢰인인 막시무스를 황제로 선포하고 갈리아의 야만인 집단을 선동하여 반란을 일으켰다. 콘스탄스는 반란을 진압하기 위해 파견되었으나 패배하여 아를로 철수했다. 한편 콘스탄티누스는 이탈리아 북부를 침공했으나 그의 계획은 실패하고 아를로 철수했다. 410년에 콘스탄스는 다시 히스파니아로 파견되었다. 게론티우스(Gerontius)는 게르만 부족민으로 군대를 강화하고 콘스탄스를 격파했다. 후자는 북쪽으로 후퇴했고 다시 패배하여 411년 초 비엔 (이제르주)에서 살해되었다. 게론티우스는 아를에서 콘스탄티누스를 포위했다. 호노리우스는 게론티우스가 도시 밖에 있는 동안 아를에 도착한 새로운 장군 플라비우스 콘스탄티우스를 임명했다. 게론티우스 군대의 대부분은 공성전을 이어받은 콘스탄티우스에게 탈영했다. 콘스탄티누스를 구출하려는 군대가 매복 공격을 받았다. 콘스탄티누스는 퇴위하고 성직을 받아들였으며 생명을 약속하며 항복했다. 콘스탄티우스는 거짓말을 했다. 콘스탄티누스는 살해되었고 그의 머리는 장대에 매달려 호노리우스에게 바쳐졌다.